# توماس روبرتسون سيم
توماس روبرتسون سيم (بالإنجليزية: Thomas Robertson Sim)‏ هو عالم نبات جنوب أفريقي، ولد في 1858، وتوفي في 1938.